# Nsimbala kinlaza
Nsimbala kinlaza är en insektsart som beskrevs av Irena Dworakowska 1974. Nsimbala kinlaza ingår i släktet Nsimbala och familjen dvärgstritar. Inga underarter finns listade i Catalogue of Life.